# سامانه ناوبری خودرو

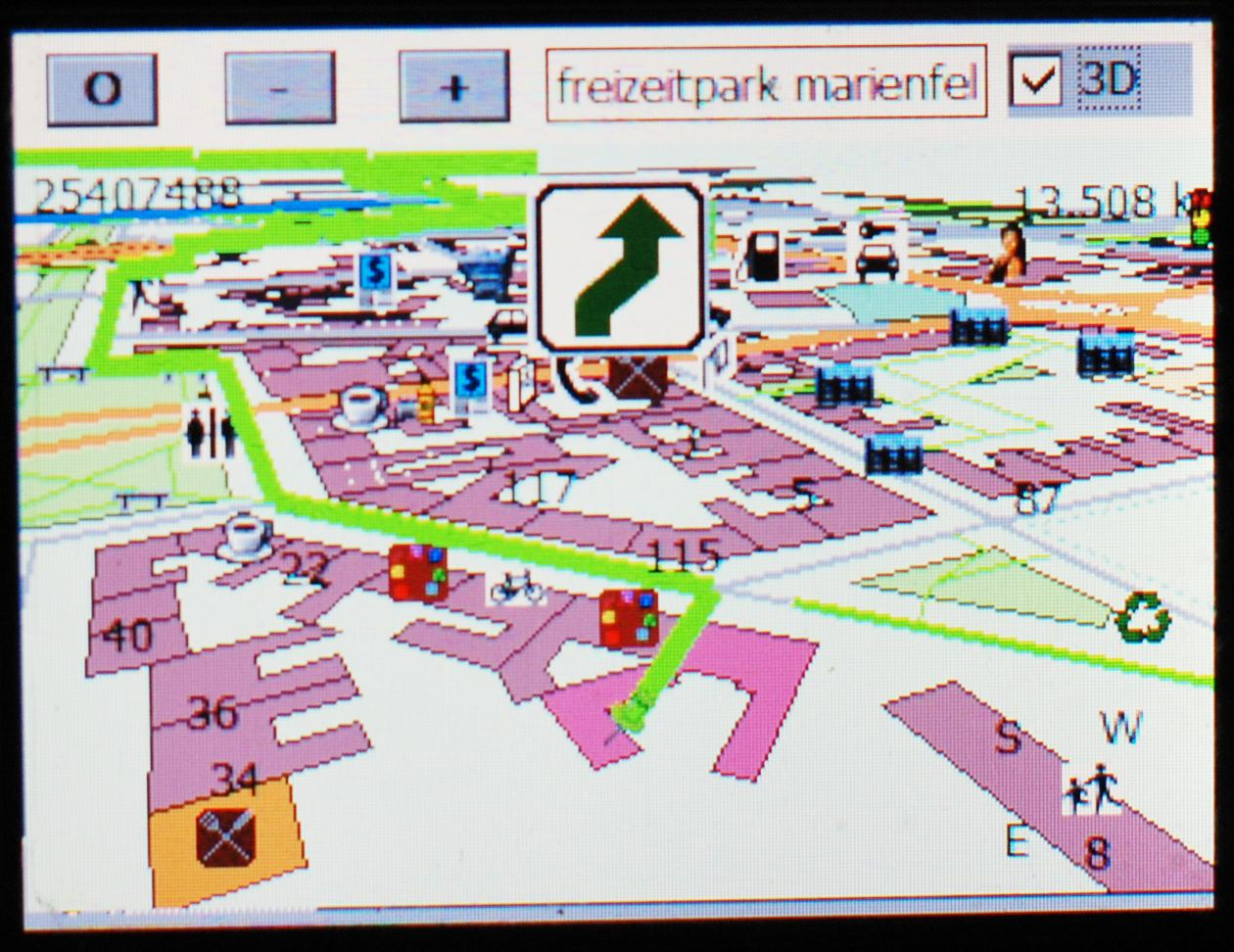
تصویر ناوبری با گازمور، یک نرم‌افزار منبع باز مسیریابی، در یک دستیار ناوبری شخصی با داده‌های نقشه رایگان از نقشه باز شهری را نشان می‌دهد.

سامانهٔ ناوبری خودرو (انگلیسی: Automotive navigation system) بخشی از سامانهٔ کنترل خودرو یا یک سامانهٔ سوم‌شخص است که با اضافه کردن آن به خودرو، مسیریابی و پیداکردن محل را برای خودرو امکان‌پذیر می‌سازد. این سامانه به طور معمول از راه ارتباط با سامانه ماهواره‌ای ناوبری جهانی اطلاعات موقیعتی خود را دریافت می‌کند که این اطلاعات موقعیت خودرو را در جاده نشان می‌دهد. هنگامی که جهت‌یابی مورد نیاز باشد مسیریابی می‌تواند موقعیت را محاسبه کند. در ترافیک پرواز نیز می‌توان از اطلاعات سامانهٔ ناوبری برای مسیریابی استفاده کرد.
در مواردی که با از دست دادن سیگنال یا اشکالات مختلف ارتباط ماهواره‌ای با جی‌پی‌اس قطع شود مانند عبور از دره یا تونل، با استفاده از ناوبری کور که با استفاده از سنسورهای ژیروسکوپ و شتاب‌سنج که به وسیله نقلیه متصل هستند می‌توان مسیریابی را انجام داد.